# Crepis straussii
Crepis straussii là một loài thực vật có hoa trong họ Cúc. Loài này được Bornm. & Bornm. mô tả khoa học đầu tiên năm 1914.